# Olopa
Olopa è un comune del Guatemala facente parte del dipartimento di Chiquimula.